# Mabuya hispaniolae
Mabuya hispaniolae (еспаньйольська мабуя) — вид сцинкоподібних ящірок родини сцинкових (Scincidae). Ендемік Домініканської Республіки.

## Поширення і екологія
Еспаньйольські мабуї відомі за кількома зразками, зібраними у 1937 році в місті Санто-Домінго на острові Гаїті або Еспаньйола. Вони жили у вологих тропічних лісах, парках і садах.

## Збереження
МСОП класифікує цей вид як такий, що перебуває на межі зникнення, хоча, можливо, цей вид вже вимер внаслідок хижацтва з боку інвазивних мангустів і щурів.